# 舍米尼區
36°35′27″N 4°36′32″E / 36.59083°N 4.60889°E

舍米尼區（阿拉伯语：‎），是阿爾及利亞的行政區，位於該國北部，由貝賈亞省負責管轄，首府設於舍米尼，面積100平方公里，2008年人口36,766，人口密度每平方公里367人。